# Conrad Johan Barlund
Conrad Johan Barlund, född 1752, död 10 april 1820, var en svensk jurist och lagman.
Barlund var mellan 1787 och 1803 anställd i olika roller i Svea hovrätt. Han blev lagman i Gotlands lagsaga 1811 vilket han var intill sin död 1820..